# Babylon 5: El Río de las Almas
El río de las almas es la tercera película de Babylon 5 producida por la TNT, y fue emitida por primera vez en televisión el 8 de noviembre de 1998.

## Argumento
El Dr. Bryson es un xenoarqueólogo que lleva años buscando el secreto de la vida eterna. Hace poco, encontró en una excavación una de las galerías donde los Cazadores de Almas guardan sus colecciones, y se llevó una de las Esferas con la esperanza de que sea la clave de su búsqueda. El proyecto de Bryson era uno de los muchos que financiaba en secreto el fallecido magnate William Edgars. Garibaldi, nuevo presidente de Industrias Edgars, concierta una reunión con Bryson en Babylon 5 para que le de un informe de progresos y así poder evaluar si seguir financiándole o no. Pronto, los Cazadores de Almas aparecen reclamando lo que es suyo, y las almas atrapadas en la Esfera utilizan a Bryson como canal a través del cual expresar su rabia y llevar a cabo su venganza contra los Cazadores. Además de con esta crisis, Lochley y Zach deben lidiar con un empresario que ha instalado un holoburdel en el Sector Marrón, y con su abogado.

## Reparto
- Jerry Doyle como Michael Garibaldi.
- Tracy Scoggins como Elizabeth Lochley.
- Jeff Conaway como Zack Allan.
- Richard Biggs como Stephen Franklin.
- Joshua Cox como David Corwin.
- Ian McShane como el Dr. Robert Bryson.
- Martin Sheen como el Cazador de Almas.
- Joel Brooks como Jacob Mayhew.
- Stuart Pankin como James Riley.

### Relevancia argumental
De la serie aparecen los personajes de Michael Garibaldi, Elizabeth Lochley, el jefe de seguridad Zack Allan y el teniente Corwin. Richard Biggs tiene un cameo como un alienígena que toma la forma del Dr. Stephen Franklin para comunicarse con Lochley.
Esta película recupera a los Cazadores de Almas que aparecieron en el episodio de la primera temporada Cazador de almas. Muestra como sigue la vida en la estación tras la marcha de los personajes principales de la serie, y las actividades de Garibaldi tras hacerse cargo de Industrias Edgars en Marte.

## Cronología
- La acción de la película transcurre en junio de 2263, unos meses después del episodio Objetos en Reposo.
- En el orden de visionado se situaría entre "Objetos en Reposo" y La Leyenda de los Rangers.